# Herbert W. Franke

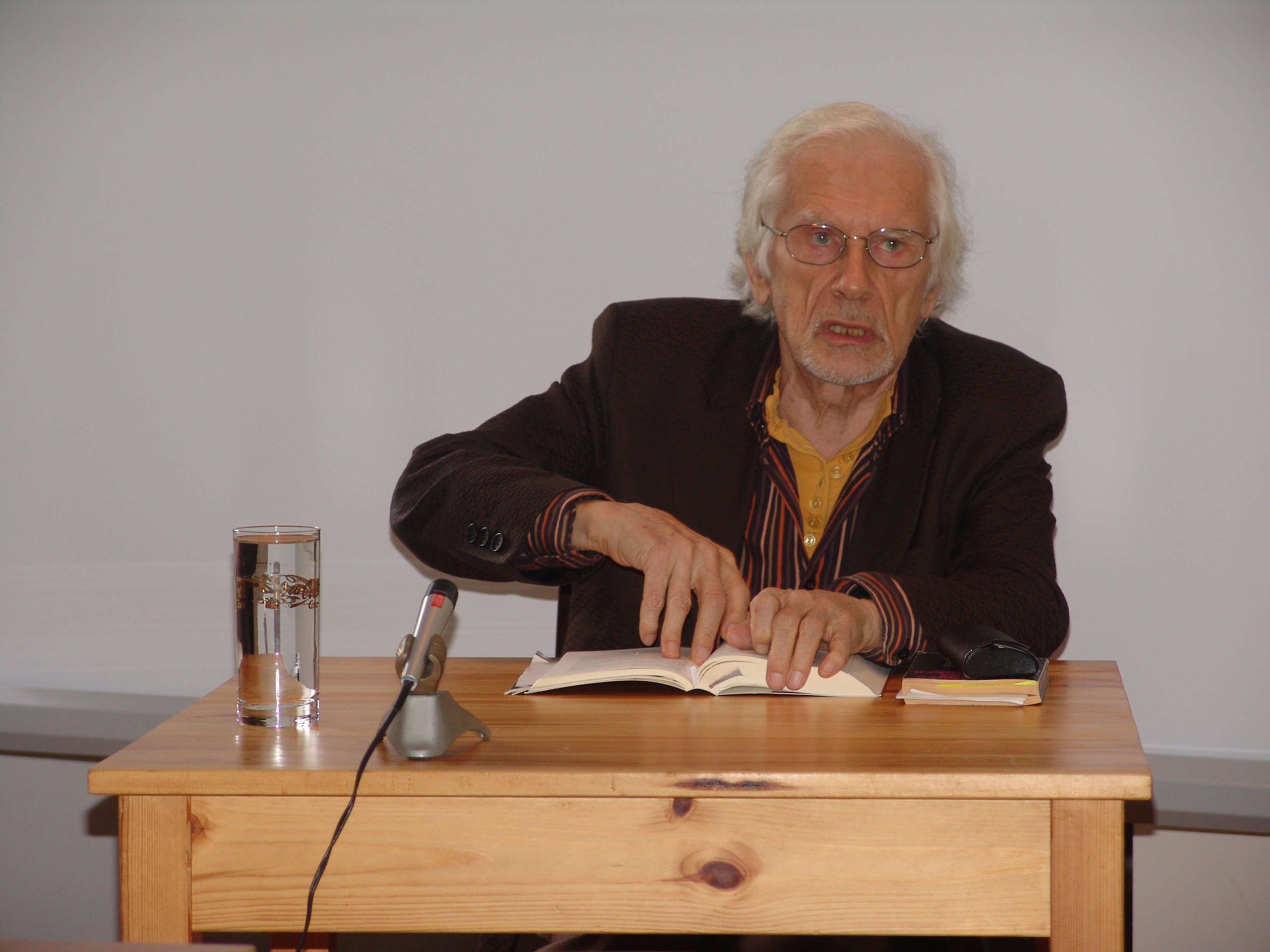
Herbert W. Franke auf der Penta-Con 2007

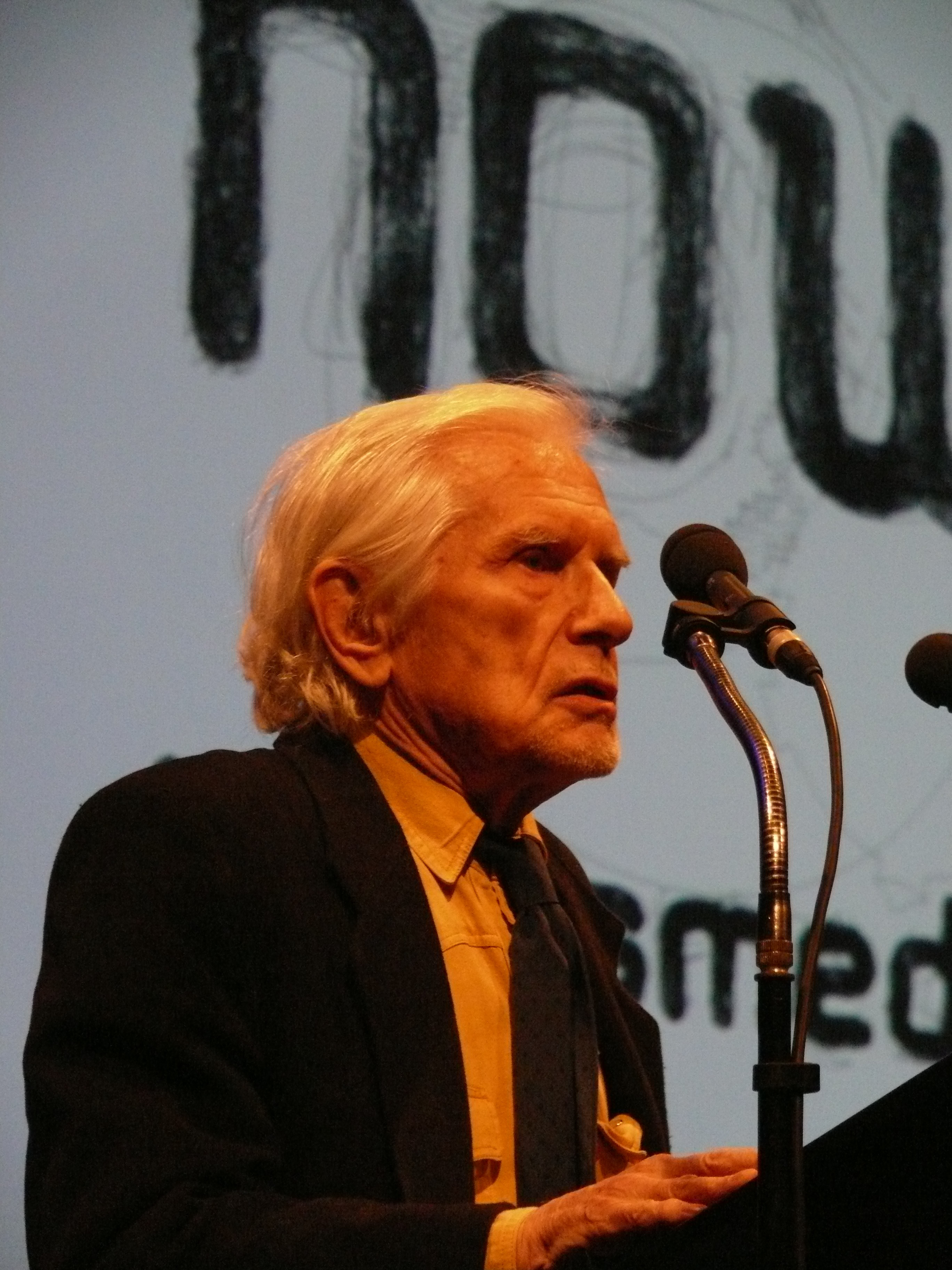
Herbert W. Franke auf der transmediale 2010

Herbert Werner Franke (* 14. Mai 1927 in Wien; † 16. Juli 2022 in Egling) war ein österreichischer Physiker, Sachbuchautor und Science-Fiction-Schriftsteller. Einige seiner Werke veröffentlichte er unter den Pseudonymen Sergius Both und Peter Parsival. Franke war außerdem aktiv in den Bereichen Zukunftsforschung, Höhlenforschung sowie Computergrafik und Computerkunst.

## Leben
Herbert W. Franke war der Sohn von Otto Franke, Professor für Elektrotechnik an der Technischen Universität Wien und dessen Ehefrau, geborene Mayr, von Beruf Fremdsprachensekretärin. Im Alter von 15 Jahren wurde er 1942 zum Kriegsdienst eingezogen. 1943 war Franke zunächst als Flakhelfer eingesetzt, später in einer Telefonzentrale, gefolgt vom Reichsarbeitsdienst. Am 24. Dezember 1944 wurde er schließlich zur Wehrmacht eingezogen, wozu Franke sich in einer Kaserne in Berlin-Gatow melden musste. Nach dem Krieg studierte Franke in Wien Physik, Mathematik, Chemie, Psychologie und Philosophie. 1950 wurde er mit einer Dissertation über ein Thema der Elektronenoptik zum Doktor der theoretischen Physik promoviert. Danach war Franke bis 1956 für die Presseabteilung der Firma Siemens in Erlangen tätig.
Ab 1957 arbeitete er als freier Schriftsteller. Er lebte um 1970 in Kreuzpullach. Von 1973 bis 1997 hatte er an der Ludwig-Maximilians-Universität München einen Lehrauftrag für „Kybernetische Ästhetik“ (später „Computergrafik - Computerkunst“) inne. Von 1968 bis 1975 war er Mitglied der gruppe parallel, eines Zusammenschlusses von Künstlern und Wissenschaftlern. Von 1972 bis 1979 war er zusammen mit Wolfgang Jeschke Science-Fiction-Lektor und -Herausgeber im Wilhelm Heyne Verlag, München. 1979 war er Mitbegründer der Ars Electronica in Linz. Von 1979 bis 1980 übernahm Franke einen Lehrauftrag „Einführung in die Wahrnehmungspsychologie“ am Fachbereich Design (seit 1998: Gestaltung) der Fachhochschule Bielefeld. 1980 wurde er zum Mitglied des PEN-Zentrums Deutschland gewählt und erhielt seinen Professorentitel vom österreichischen Ministerium für Unterricht und Kunst. Eine Geschichtensammlung mit dem Titel Der Grüne Komet war sein erstes Buch. 1998 nahm Franke an der Siggraph Art Show in Orlando und als Juror am VideoMath-Festival in Berlin teil.  Über die Jahre war er an unzähligen Aufführungen und Präsentationen beteiligt. In der Kunsthalle Bremen fanden die beiden Sammlungen früher Computerkunst, die Franke über die Jahre erwarb, als Dauerleihgaben ihre museale Wirkstätte. In der Ausstellung Ex Machina wurde das 2007 entsprechend gewürdigt.
2003 erschien sein zuletzt veröffentlichtes Fachbuch Vorstoß in die Unterwelt – Abenteuer Höhlenforschung. Ab 2005 schrieb Franke auch wieder vermehrt Science-Fiction-Romane. 2007 veröffentlichte Franke, 80-jährig, für eine Aufführung mit Marionetten das multimediale Theaterstück Der Kristallplanet, das im Juli des Jahres am Marionettentheater Bad Tölz uraufgeführt wurde. Das Stück handelt von kontrollierten, unfreien Menschen, die – wie Marionetten – von einem Zentralstaat gesteuert werden.
Die Zeit bezeichnete Franke als „den prominentesten deutsch schreibenden SF-Autor“,  Dietmar Dath nannte ihn in der Frankfurter Allgemeine Zeitung einen „großen Erzähler“. 2016 verlieh ihm die European Science Fiction Society für sein literarisches Lebenswerk den Grand Master Award.
Einige Werke Frankes im Bereich der Computergrafik sind in der Sammlung des Museums Abteiberg in Mönchengladbach ausgestellt.
Sein vollständiger Nachlass befindet sich seit 2017 im Zentrum für Kunst und Medien in Karlsruhe.
Als Mitbegründer der Ars Electronica widmete ihm die OÖ Landes-Kultur GmbH zu seinem 95. Geburtstag am 14. Mai 2022 eine Ausstellung im Francisco Carolinum in Linz.
Franke war in zweiter Ehe verheiratet mit Susanne Päch; seine erste Frau war die Übersetzerin Charlotte Winheller (1935–1995).
Er starb am 16. Juli 2022 im Alter von 95 Jahren im oberbayrischen Egling. Kulturstaatssekretärin Andrea Mayer würdigte ihn als „Universalgelehrten“, der physikalisches, mathematisches, philosophisches und chemisches Wissen vereint habe und in vielem seiner Zeit weit voraus gewesen sei.

## Auszeichnungen
- 1985 Deutscher Science-Fiction-Preis für Die Kälte des Weltraums als besten Roman
- 1986 Kurd-Laßwitz-Preis
- 1987 Computerkunstpreis der Vereinigung Deutscher Softwarehersteller e. V.
- 1989 Phantastik-Preis der Stadt Wetzlar
- 1991 Deutscher Science-Fiction-Preis für Zentrum der Milchstraße als besten Roman
- 1992 Karl-Theodor-Vogel-Preis für Technik-Publizistik
- 2002 Dr.-Benno-Wolf-Preis vom Verband der deutschen Höhlen- und Karstforscher e. V. für Verdienste in der Höhlenforschung
- 2007 Österreichisches Ehrenkreuz für Wissenschaft und Kunst I. Klasse des österreichischen Bundeskulturministeriums
- 2016 „European Grand Master“ der European Science Fiction Society[17][18]
- 2017 Kurd-Laßwitz-Sonderpreis für langjährige herausragende Leistungen im Bereich der deutschsprachigen SF[19]
- 2018 Ehrendoktorwürde der Staatlichen Hochschule für Gestaltung Karlsruhe[20]

## Motivation und Botschaft
„Das, was mich selbst an der Science Fiction fasziniert, ist der so genannte Sense of Wonder – das Unerwartete, das Erstaunliche, das Wunderbare, das in diesen Geschichten beschrieben wird. Dazu braucht man nicht in irreale Bereiche auszuweichen: Die Räume des Handelns und Erlebens, die mit moderner Technik auf der Basis der Naturwissenschaft erschlossen werden, sind weitaus phantastischer als alle Hexen, Monster und Zauberer aus der Märchen- und Sagenwelt. Dieses unerschlossene Neuland der Realutopie liegt in der Zukunft, und der Weg dahin mag mit vielen Rückschlägen, Irrtümern und Gefahren verbunden sein. Die sich daraus ergebenden Konflikte liefern mir den Stoff für die dramatischen Handlungen, die ich in Geschichten und Romanen schildere. Dabei geht es um die Zukunft unserer realen Welt und darunter oft auch um Entwicklungen, die heute bereits angelaufen sind und die wir somit noch in unserem Sinn beeinflussen können.“

Franke pflegte einen klaren und sehr nüchternen Stil. Immer wiederkehrendes Motiv seiner Romane und Erzählungen ist die Frage nach dem Wesen der Realität, auf die es keine endgültige Antwort gibt. Dies Motiv verwendet er beispielsweise im Roman Das Gedankennetz, in welchem die von der Staatsmacht internierte Hauptfigur virtuelle Realitäten durchlebt, ohne noch zwischen Wirklichkeit und Manipulation unterscheiden zu können. Doch auch die Nebenfiguren werden schließlich in den Strudel dieser Realitätsverschiebungen gezogen. Das Ende des Romans führt schließlich auch dem Leser plastisch vor Augen, dass nichts so sein muss, wie es scheint, und dass die sicher geglaubte Ausgangslage des Romans ebenfalls nur eine Variation der Realitätswahrnehmung ist. In späteren Werken werden die Virtualitätskonzepte gewagter: In Transpluto entpuppt sich schließlich das uns als unhintergehbar erscheinende Raum-Zeit-Kontinuum als eine Art lokal begrenzter Experimentierkäfig, der von einer völlig fremdartigen vieldimensionalen Struktur umgeben ist.
Ein weiteres bestimmendes Thema in Frankes Werken ist die ausweglose Situation von Individuen in zunehmend technisierten, durchorganisierten und totalitären Welten der Zukunft, wobei Franke seine Visionen aus schon vorhandenen Trends und Technologien unserer Zeit komponiert.
Als übergeordnete philosophische Frage, die Franke in nahezu jedem Werk zumindest am Rande berührt, kann die Weiterentwicklung von Zivilisationen angesichts der immer weiter verbesserten technischen Möglichkeiten der Bedürfnisbefriedigung betrachtet werden. Das frühe Werk Der Orchideenkäfig spielt diesen Gedanken bis zu einer endgültigen und deprimierenden Konklusion durch. Frankes wohl erfolgreichstes Buch Zone Null bringt das Thema, weniger radikal, mit den ebenfalls häufig wiederkehrenden Topoi einer hypothetischen drastischen Auseinanderentwicklung der Machtblöcke des Ost-West-Konflikts (Die Stahlwüste, Papa Joe & Co.) und eines mit der Zunahme seiner Möglichkeiten immer zielloser werdenden wissenschaftlich-technischen Apparates (Tod eines Unsterblichen) zusammen. Eine Spaltung der Gesellschaft in einen in zweckfreier, passiver Glückseligkeit lebenden und einen aktiv schaffenden Teil ist in Zone Null ebenso die Folge wie in Der Orchideenkäfig und diversen früheren Erzählungen. Die aktive Rolle kann dabei in letzter Konsequenz auf bionisch veränderte Menschen oder gleich ganz auf maschinelle Intelligenzen übergegangen sein.

## Werke
Herbert W. Frankes Veröffentlichungen erschienen übersetzt in Bulgarien, Dänemark, Frankreich, Großbritannien, den Niederlanden, Italien, Japan, Jugoslawien, Mexiko, Polen, Rumänien, Schweden, Spanien, der UdSSR, Ungarn und den USA. Der Roman Ypsilon Minus und einige utopische Erzählungen wurden auch in der DDR veröffentlicht.
(Die ISBN verweisen teilweise auf neuere Ausgaben.)

### Sachbücher
- Wildnis unter der Erde. Brockhaus, Wiesbaden 1956.
- Kunst und Konstruktion. Bruckmann, München 1957.
- Magie der Moleküle. Brockhaus, Wiesbaden 1958.
- Wohin kein Auge reicht. Brockhaus, Wiesbaden 1959.
- … nichts bleibt uns als das Staunen. Wilhelm Goldmann, München 1959.
- Vorstoß ins Unbegreifliche. Brockhaus, Wiesbaden 1960.
- Phänomen Technik. Brockhaus, Wiesbaden 1962.
- Die Sprache der Vergangenheit. Union, Stuttgart 1962.
- Neuland des Wissens. Union, Stuttgart 1964.
- Der manipulierte Mensch. Brockhaus, Wiesbaden 1964.
- Leuchtende Finsternis: Die Wunderwelt der Höhlen. Kümmerli und Frey, Bern 1965 (mit A. Bögli).
- Der Mensch stammt doch vom Affen ab. Kindler, München 1966.
- Kunststoffe erobern die Welt. Spectrum, Stuttgart 1966.
- Sinnbild der Chemie. Basilius Presse, Basel 1967, DNB 720125847. Neuausgabe: Heinz Moos, München 1968, DNB 456649492.
- Phänomen Kunst. Heinz Moos, München 1967, DNB 456649484. Erweiterte Ausgabe: DuMont, Köln 1974, ISBN 3-7701-0725-X. Auch als: Kybernetische Ästhetik – Phänomen Kunst. Ernst Reinhardt, München 1979, ISBN 3-497-00889-3.
- Methoden der Geochronologie. Springer, Berlin/Heidelberg 1969, DNB 456649476.
- Die unbewältigte Zukunft. Kindler, München 1970, DNB 456797009 (mit E. H. Graul).
- Computergraphik – Computerkunst. Bruckmann, München 1971, ISBN 3-7654-1412-3. Überarbeitete und erweiterte Ausgabe: Springer, Berlin / Heidelberg / New York 1985, ISBN 978-3-540-15148-7.
- Apparative Kunst. Vom Kaleidoskop zum Computer. DuMont, Köln 1973, ISBN 3-7701-0660-1 (mit G. Jäger).
- Geheimnisvolle Höhlenwelt. dva, Stuttgart 1974, ISBN 3-421-02415-4. Erweiterte Taschenbuchausgabe: Ullstein, Berlin 1981, ISBN 3-548-32042-2.
- Kunst kontra Technik. Fischer, Frankfurt am Main 1978, ISBN 3-596-21991-4. Neubearbeitung: Leonardo 2000. Suhrkamp, Frankfurt am Main 1987, ISBN 3-518-37851-1.
- In den Höhlen dieser Erde. Hoffmann & Campe, Hamburg 1978, ISBN 3-455-08906-2.
- Die Atome. Ullstein, Berlin 1980, ISBN 3-550-07914-1.
- Die Moleküle. Ullstein, Berlin 1980, ISBN 3-550-07915-X.
- Die geheime Nachricht. Methoden und Technik der Kryptologie. Die Geschichte um den unknackbaren Code. Umschau, Frankfurt am Main 1982, ISBN 3-524-69034-3.
- Computergrafik-Galerie. Bilder nach Programm – Kunst im elektronischen Zeitalter. DuMont, Köln 1984, ISBN 3-7701-1570-8.
- Siliziumwelt. IBM Deutschland GmbH, Stuttgart 1985, DNB 991462149 (mit Manfred P. Kage (Fotos)).
- Die Welt der Mathematik. Computergrafik zwischen Wissenschaft und Kunst, VDI-Verlag, Düsseldorf 1988, ISBN 3-18-400792-8 (mit H. Helbig).
- Digitale Visionen. IBM Deutschland GmbH, Stuttgart 1989, DNB 1274959799.
- Das P-Prinzip. Naturgesetze im Rechnenden Raum. Insel, Frankfurt am Main 1995, ISBN 3-458-16656-4.
- Wege zur Computerkunst. Edition ‚die Donau hinunter‘, Wien, 1995, ISBN 3-901233-09-1.
- Ästhetische Information. I. f. Kybernetik-Verlag, Berlin/Paderborn 1997 (mit H. G. Frank).
- Animation mit Mathematica. Springer, Berlin u. a 2002, ISBN 3-540-42372-9.
- Vorstoß in die Unterwelt. Bruckmann, München 2003, ISBN 3-7654-4043-4.

### Aufsätze
- Kyborgs auf Weltraumfahrt. In: Ernst von Khuon (Hrsg.): Waren die Götter Astronauten? Wissenschaftler diskutieren die Thesen Erich von Dänikens. Mit einem Nachwort von Erich von Däniken (Wo meine Kritiker mich mißverstanden haben). Mit Texten von Ernst von Khuon (Einleitung: Kamen die Götter von anderen Sternen?), Ernst Stuhlinger, Joachim Illies, Siegfried Ruff und Wolfgang Briegleb, Wolfgang Fr. Gutmann, Jürgen Nienhaus, Harry O. Ruppe, Winfried Petri, Peter von der Osten-Sacken, Herbert W. Franke, Hermann Dobbelstein, Gunnar von Schlippe, Irene R. A. E. Sänger-Bredt, Herbert Kühn, Hellmut Müller-Feldmann und Maria Reiche. Econ, Düsseldorf 1970, ISBN 3-430-15382-4, Taschenbuchausgabe: Droemer, München/Zürich 1972, ISBN 3-426-00284-1, S. 125–137.

### Kurzgeschichtensammlungen
- Der grüne Komet. Goldmann, München 1960, ISBN 3-442-23037-3. Überarbeitete Neuausgabe: Suhrkamp, Frankfurt am Main 1989, ISBN 3-518-38128-8.
- Einsteins Erben. Insel, Frankfurt am Main 1972, ISBN 3-458-15856-1. Überarbeitete Neuausgabe: Suhrkamp 1980, ISBN 3-518-37103-7.
- Zarathustra kehrt zurück. Suhrkamp 1977, ISBN 3-518-06910-1.
- Paradies 3000. Suhrkamp 1981, ISBN 3-518-37164-9.
- Der Atem der Sonne. Suhrkamp 1986, ISBN 3-518-37765-5.
- Spiegel der Gedanken. Suhrkamp 1990, ISBN 3-518-38243-8.
- Die Zukunftsmaschine – 49 Geschichten aus 49 Jahren. Edition der Phantastischen Bibliothek Wetzlar 2007.

### Romane
- Das Gedankennetz. Goldmann, München 1961, ISBN 3-442-23021-7.
- Der Orchideenkäfig. Goldmann 1961, ISBN 3-442-23018-7.
- Die Glasfalle. Goldmann 1962, ISBN 3-442-23041-1.
- Die Stahlwüste. Goldmann 1962, ISBN 3-442-23062-4.
- Der Elfenbeinturm. Goldmann 1965, ISBN 3-442-23049-7.
- Zone Null. Kindler und Lichtenberg, München 1970, ISBN 3-7852-2002-2. Neuausgabe: Heyne, München 1974, ISBN 3-7852-2002-2. Weitere Neuausgabe: Suhrkamp, Frankfurt am Main 1980, ISBN 3-453-30249-4. Weitere Neuausgabe: Deutscher Taschenbuch Verlag (dtv), München 2006, ISBN 3-423-20882-1.
- Ypsilon minus. Suhrkamp 1976, ISBN 3-518-36858-3.
- Sirius Transit. Suhrkamp 1979, ISBN 3-518-37035-9.
- Schule für Übermenschen. Suhrkamp 1980, ISBN 3-518-37230-0.
- Tod eines Unsterblichen. Suhrkamp 1982, ISBN 3-518-37272-6.
- Transpluto. Suhrkamp 1982, ISBN 3-518-37341-2.
- Die Kälte des Weltraums. Suhrkamp 1984, ISBN 3-518-37490-7.
- Endzeit. Suhrkamp 1985, ISBN 3-518-37653-5.
- Dea Alba. Suhrkamp 1988, ISBN 3-518-38009-5 (mit Michael Weisser).
- Hiobs Stern. Suhrkamp 1988, ISBN 3-518-38088-5.
- Zentrum der Milchstraße. Suhrkamp 1990, ISBN 3-518-38195-4.
- Sphinx_2. dtv, München 2004, ISBN 3-423-24407-0.
- Cyber City Süd. dtv Premium, München 2005, ISBN 3-423-24470-4.
- Auf der Spur des Engels. dtv, München 2006, ISBN 3-423-24540-9.
- Flucht zum Mars. dtv, München 2007, ISBN 978-3-423-24600-2.

### Hörspiele
- 1965: Die Stimmen aus dem All: Die Plasmabombe – Regie: Hans Pelters (Radio Bremen)
- 1967: Der Magmabrunnen – Regie: Reinhard Zobel (Süddeutscher Rundfunk)
- 1967: Im Vakuum gestrandet – Regie: Reinhard Zobel (Süddeutscher Rundfunk)
- 1967: Meuterei auf der Venus – Regie: Reinhard Zobel (Süddeutscher Rundfunk)
- 1969: Zarathustra kehrt zurück (Süddeutscher Rundfunk)
- 1975: Expedition ins Niemandsland (Süddeutscher Rundfunk)
- 1976: Papa Joe & Co – Regie: Heiner Schmidt (Kunstkopfhörspiel Bayerischer Rundfunk)
- 1976: Sonntagsfahrt – Regie: Heinz Dieter Köhler (Westdeutscher Rundfunk Köln)
- 1978: Signale aus dem Dunkelfeld. Eine Begegnung mit nichtmenschlicher Intelligenz – Regie: Dieter Hasselblatt (Süddeutscher Rundfunk / Bayerischer Rundfunk)
- 1980: Ich bin der Präsident – Regie: Ferry Bauer (ORF Oberösterreich)
- 1981: Keine Spur von Leben ... – Regie: Heiner Schmidt (Bayerischer Rundfunk)
- 1984: Der Auftrag (Süddeutscher Rundfunk)
- 1986: Ferngelenkt (Hessischer Rundfunk)
- 1999: Vergessene Worte im Jahr 2100 (2): Rakete (Deutschlandradio)

### Theaterstück
- Der Kristallplanet, 2007, für das Marionettentheater Bad Tölz

### Werkausgabe
Die Science-Fiction-Werkausgabe Herbert W. Franke wird herausgegeben von Ulrich Blode und Hans Esselborn sowie grafisch von Thomas Franke ausgestattet. Sie erschien im Verlag p.machinery (bis 2018 Murnau am Staffelsee, seither Winnert).
1. Der grüne Komet. Science-Fiction-Erzählungen, mit zusätzlichen Texten von Herbert W. Franke, Ulrich Blode und Hans Esselborn. 2015, Softcover ISBN 978-3-95765-019-1, Hardcover ISBN 978-3-95765-020-7.
2. Das Gedankennetz. Roman, mit Anmerkungen von Ulrich Blode und Hans Esselborn. 2015, Softcover ISBN 978-3-95765-050-4, Hardcover ISBN 978-3-95765-051-1.
3. Der Orchideenkäfig. Roman, mit Anmerkungen von Ulrich Blode. 2015, Softcover ISBN 978-3-95765-052-8, Hardcover ISBN 978-3-95765-053-5.
4. Die Glasfalle. Roman, mit Anmerkungen von Ulrich Blode. 2015, Softcover ISBN 978-3-95765-054-2, Hardcover ISBN 978-3-95765-055-9.
5. Die Stahlwüste. Roman, mit Anmerkungen von Ulrich Blode. 2016, Softcover ISBN 978-3-95765-061-0, Hardcover ISBN 978-3-95765-062-7.
6. Planet der Verlorenen. Roman, mit Anmerkungen von Ulrich Blode. 2016, Softcover ISBN 978-3-95765-068-9, Hardcover ISBN 978-3-95765-069-6.
7. Der Elfenbeinturm. Roman, mit Anmerkungen von Ulrich Blode. 2017, Softcover ISBN 978-3-95765-088-7, Hardcover ISBN 978-3-95765-089-4.
8. Zone Null. Roman, mit zusätzlichen Texten von Thomas Franke, Jan-Erik Bolz und Ulrich Blode. 2017, Softcover ISBN 978-3-95765-090-0, Hardcover ISBN 978-3-95765-091-7.
9. Einsteins Erben. Erzählungen, mit Anmerkungen von Ulrich Blode. 2018, Softcover ISBN 978-3-95765-115-0, Hardcover ISBN 978-3-95765-116-7.
10. Ypsilon minus. Roman, mit zusätzlichen Texten von Thomas Franke, Franz Rottensteiner, Waltraut Schröder, Helga Abret, Hans Esselborn und Ulrich Blode. 2018, Softcover ISBN 978-3-95765-126-6, Hardcover ISBN 978-3-95765-127-3.
11. Zarathustra kehrt zurück. Erzählungen, mit zusätzlichen Texten von Erik Simon und Ulrich Blode. 2018, Softcover ISBN 978-3-95765-139-6, Hardcover ISBN 978-3-95765-140-2.
12. Sirius Transit. Roman, mit zusätzlichen Texten von Judith Leiß und Ulrich Blode. 2019, Softcover ISBN 978-3-95765-156-3, Hardcover ISBN 978-3-95765-157-0.
13. Schule für Übermenschen. Roman, mit zusätzlichen Texten von Bartholomäus Figatowski und Ulrich Blode. 2020, Softcover ISBN 978-3-95765-187-7, Hardcover ISBN 978-3-95765-188-4.
14. Paradies 3000. Erzählungen, mit zusätzlichen Texten von Bartholomäus Figatowski und Ulrich Blode. 2020, Softcover ISBN 978-3-95765-214-0, Hardcover ISBN 978-3-95765-215-7.
15. Tod eines Unsterblichen. Roman, mit zusätzlichen Texten von Hans Esselborn und Ulrich Blode. 2020, Softcover ISBN 978-3-95765-216-4, Hardcover ISBN 978-3-95765-217-1.
16. Transpluto. Roman, mit zusätzlichen Texten von Christoph F. Lorenz und Ulrich Blode. 2022, Softcover ISBN 978-3-95765-282-9, Hardcover ISBN 978-3-95765-283-6.
17. Keine Spur von Leben … Hörspiele, mit zusätzlichen Texten von Hans Esselborn, Dieter Hasselblatt, Michael Kleu, Julian Döpp, Ulrich Blode. 2022, Softcover ISBN 978-3-95765-284-3, Hardcover ISBN 978-3-95765-285-0.
18. Der Kristallplanet. Autobiografische Texte und Science-Fiction-Werke, 2 Bände, mit zusätzlichen Texten von Susanne Päch, Ulrich Blode, Franz Rottensteiner, Peter Schattschneider, Christoph F. Lorenz, Robert Hahn, Bartholomäus Figatowski. 2017, Softcover ISBN 978-3-95765-092-4, Hardcover ISBN 978-3-95765-093-1.
19. Das Gutenberg-Konzil. Wiederentdeckte und erstmals gesammelte Erzählungen, mit zusätzlichen Texten von Hans Esselborn, Jörg Weigand, Gunnar Sohn, Ulrich Blode. 2020, Softcover ISBN 978-3-95765-218-8, Hardcover ISBN 978-3-95765-219-5.
20. 60 Jahre Grüner Komet. Ein fantastischer Geniestreich. Mit zusätzlichen Texten von Susanne Päch, Hans Esselborn, Ulrich Blode, Peter Tepe. 2020, Softcover ISBN 978-3-95765-227-0, Hardcover ISBN 978-3-95765-228-7.

### Herausgeberschaft (SF-Anthologien)
- Science Fiction Story Reader 2, 4, 6, 8, 10, 12, Heyne, München 1974–79
- SF international I–III, Goldmann, München 1980–82
- SF aus Rumänien (mit Mircea Opriță), Goldmann, München 1983. – ISBN 3-442-23424-7
- Kontinuum 1–5, Ullstein, Frankfurt/Berlin/Wien 1985–87